# Radio Vallekas
Radio Vallekas es una emisora comunitaria del Distrito de Puente de Vallecas, en Madrid gestionada por la Asociación Cultural Taller de Comunicación Radio Vallekas. Emitió en FM en la frecuencia de 107.5 MHz (aunque en sus inicios emitieron en el 107.7). Se fundó con emisión diaria en 1986 por un grupo ecologista-pacifista con la intención de incidir socialmente y cambiar las condiciones de vida de los vecinos de Puente de Vallecas. Tienen como base de su gestión el cuadro conceptual que recoge el informe MacBride de la Unesco. El 22 de diciembre de 1989, fue declarada de utilidad pública por el Ayuntamiento de Madrid.
Ubicada en el madrileño distrito de Puente de Vallecas fue una de las primeras radios comunitarias que se crearon en España. Está creada como una asociación sin ánimo de lucro y tiene como finalidad el realizar una programación de carácter popular y participativo destinada a la comunidad de los vecinos del barrio. Al mismo tiempo que realizan diversos talleres y cursos a aproximación a la radio y participa en actividades de la comunidad.
Por sus micrófonos han pasado voces de todo tipo, pero todas ellas con un denominador común, la pertenencia la pueblo llano. Entre los objetivos que Radio Vallekas se ha propuesto, está hacer que el oyente participe activamente en la producción de los programas y marque su contenido, convirtiéndolo en protagonista. Crear programas que conformen espacios culturales, educativos, ambientales... desarrollando la creatividad e iniciativa de los ciudadanos así como su asociacionismo. Impulsar la participación del espectro marginado de la sociedad y el mestizaje cultural incorporando realidades y experiencias de otros sitios desde el orgullo de pertenencia a lo más humilde de un barrio con historia y tradición social-cooperativa forma parte de sus objetivos.
Es miembro de la Unión de Radios Libres y Comunitarias de Madrid (URCM), de la Red de Medios Comunitarios (ReMC) y de la Asociación Mundial de Radios Comunitarias (AMARC).

## Historia
Estas son algunas de las fechas representativas:
- 1986: comienza a emitir Radio Vallekas en la FM.
- 2000: comienza a emitir Radio Vallekas en Internet.
- Septiembre de 2014: comienza a emitir Radio Vallekas 2 sólo en Internet. Finalizó sus emisiones en febrero de 2019.
- 19 de febrero de 2017: comienza a emitir Radio Vallekas a través de Youtube con vídeo desde el locutorio del Estudio A.
- 1 de marzo de 2021: debido al impago del alquiler del local de la calle Puerto del Milagro, 6, abandona esta ubicación y la emisión por FM.[4][5]

### Crisis
A principios de la década de 2000, Radio Vallekas tuvo una importante actividad realizando cursos y actividades en su sede, gracias a las subvenciones que se obtenían de distintas administraciones. Pero a finales de dicha década, debido a los recortes que las Administraciones realizaron en este tipo de proyectos, y a una mala gestión de alguna de las subvenciones anteriores, los ingresos de la Asociación se redujeron a las aportaciones de sus socios.
Toda la década de 2010 la Asociación se ha mantenido con dichas aportaciones recibiendo una cantidad escasa de subvenciones, lo que ha provocado que su infraestructura esté cada vez más obsoleta, con numerosas averías técnicas en los medios informáticos, la baja y la alta potencia.
Además, el IVIMA reclama desde hace años el alquiler del local de Puerto del Milagro, 6, alquiler que no ha sido pagado desde hace años por una reclamación de las condiciones de entrega del local.
A todo esto se sumó la aparición de emisoras sin concesión en puntos como el 107.4 FM, cuya programación se basa en llamadas a números telefónicos de coste elevado, y que ignoraban la existencia de emisoras como Radio Vallekas, interfiriendo gravemente las emisiones de esta en la FM.
La falta de gestión y de expectativas ante todos estos problemas hizo que multitud de colaboradores fueran abandonando la Asociación para irse a otras similares como Radio Enlace, Agora Sol y otras.
El desencadenante llegó a principios de 2021, cuando el IVIMA comunicó la orden de desahucio del local el 1 de marzo de dicho año, momento en el que la emisora tuvo que ser trasladada a las instalaciones de La Villana de Vallecas. Esta mudanza provocó que la emisora dejara de tener estudio de grabación, emisión por FM y otros espacios donde realizar actividades.

## La programación y sus proyectos
Mantiene, durante 24 horas al día, una programación alternativa con programas de contenido social, por lo que, como ellos dicen optan: 

...por un modelo de comunicación participativa, que invierta el papel del receptor, de un simple espectador, en protagonista de su propia información.

Es realizada de una forma propia, marcando la diferencia de ser una radio comunitaria.
Tienen en parrilla más de 70 programas de marcado carácter social que tocan temáticas de todo tipo: inmigración, mujer, discapacitados.
Aparte de la programación de radio, Radio Vallekas mantiene una escuela de comunicación en donde se imparten cursos y talleres para facilitar el acceso a los medios de comunicación al ciudadano de a pie.
Mantienen varios proyectos de intervención social, algunos de ellos en colaboración con las instituciones, que buscan la integración e implicación de las capas más desfavorecidas. Algunos de estos proyectos son:
- Integración social de la minoría étnica gitana a través de los medios de comunicación social.
- Talleres de comunicación dirigidos a inmigrantes y mujeres.[6]
- Integración social para jóvenes del fracaso escolar en edad de riesgo.
- Integración social para mayores.
- Cursos y seminarios de radio para jóvenes estudiantes.
- Cursos de radio para jóvenes en diferentes pueblos de la Comunidad de Madrid.

La cobertura de la protesta organizada por los trabajadores de Sintel en defensa de sus puestos de trabajo que consistió en una acampada durante varios meses en el Paseo de la Castellana (principal calle de Madrid) fue un hito en la historia de esta emisora de radio.
Desde el 1 de agosto de 2014 emitió una segunda programación exclusivamente a través de Internet con el nombre de Radio Vallekas 2 con una selección de los programas de la emisora en distintos horarios. También desde 2014 se crea RVK eventos, un canal de audio exclusivo por Internet para la emisión de eventos en directo.
Desde el 17 de febrero de 2017 Radio Vallekas emite también a través de Youtube una señal de vídeo desde su estudio A. Desde el 1 de mayo de 2017 Radio Vallekas 2 emite también a través de Youtube pero en este caso sin vídeo en directo.

## Emisión
Radio Vallekas puede escucharse en Internet en su web, en dispositivos móviles con TuneIn y a través de Youtube. Hasta 2021 podía escucharse en el 107.5 FM en la zona sureste de Madrid, 
Radio Vallekas 2 durante su periodo de emisión pudo escucharse en Internet en su web, en dispositivos móviles con TuneIn y a través de Youtube

## Medios técnicos
Hasta su desalojo en 2021, el equipamiento técnico que disponía la emisora era el siguiente:
- Estudio A: estudio de directo con reproductores de CD y MP3, dos ordenadores para reproducción y grabación, señales horarias automáticas, dos líneas telefónicas, línea de audio de continuidad y locutorio con capacidad de seis personas equipado con un ordenador de consulta de información.
- Estudio B: estudio de producción con reproductores de CD, un ordenador para reproducción y grabación en MP3, una línea telefónica, ordenador de continuidad con el sistema Zara Radio, y un locutorio con capacidad de cuatro personas.
- Estudio C: estudio para emisión con público con un ordenador
- Redacción con cuatro ordenadores multiuso, para administración como edición de audio digital e impresora láser.
- Un aula con 8 ordenadores y edición de audio digital.

En cuanto a servicios de Internet:
- Disponen de dos servidores de streaming para oyentes con emisión en MP3.
- Servidor de streaming para conexiones en exteriores denominada "RVK eventos"
- FTP para subida y bajada de archivos de audio
- Página web con tecnología Joomla!
- Facebook y Twitter.
- Listas de correo con la tecnología de G Suite de Google
- Conexiones de fibra óptica para emisión, uso general y wifi de servicio.

Todos los equipos informáticos están conectados en red y tienen conexión a Internet, permitiendo el trabajo en local así como en remoto desde cualquier parte del mundo. Los estudios de audio tienen además conexión entre sí por líneas de audio analógicas.
En lo que a la emisión de radio, Radio Vallekas cuenta con un transmisor de FM Vimesa, RDS y una antena con dos dipolos dobles omnidireccionales. A través de Internet emite dicha programación para todo el mundo.

## Premios
- 2006: Mención de honor[9] en la categoría de radio en los II Premios de Periodismo 8 de Marzo, de la Comunidad de Madrid.
- 2008: Premio Ameco prensa-mujer 2008, en la modalidad de radio, a Lucía Ruiz (del programa Nosotras en el Mundo[10]). Premio otorgado por la Asociación Española de Mujeres Profesionales de los Medios de Comunicación.
- 2010: Premio Constantino Ruiz Carnero a la Libertad de Expresión,[11] otorgado por la Asociación de la Prensa de Granada.